# Johann Karl Burckhardt
Johann Karl Burckhardt (født 30. april 1773 i Leipzig, død 22. juni 1825 i Paris) var en tysk astronom.
Burckhardt var først assistent ved Bureau des longitudes i Paris og blev 1807 Lalandes efterfølger som direktør for militærskolens observatorium sammesteds. Han udgav 1812 månetabeller, hvilke brugtes lige frem til 1857, når Hansens tabeller udkom.